# Lista de patrocinadores e fornecedores do Botafogo de Futebol e Regatas
Até 1985, o Botafogo não fez qualquer tipo de publicidade de empresas em seu uniforme de jogo, embora a Adidas fornecesse o material esportivo desde 1976 sem estampar sua marca. O primeiro patrocinador do clube foi a rede de postos Atlantic, por um curto período de tempo. A partir de 1987, a Coca-Cola passou a estampar sua marca no uniforme de diversas equipes brasileiras. No Botafogo, permaneceu de 1987 a 1994, sendo até hoje a publicidade mais longeva da história do clube, seguida pela Guaraviton (de 2010 a 2014) e pela Liquigás (de 2007 a 2009).
Um dos patrocinadores de maior sucesso no Botafogo é, até os dias hoje, o refrigerante Seven Up, marca da gigante norte-americana PepsiCo. No clube em 1995 e 1996, a empresa estampava sua marca na camisa alvinegra durante a campanha do título do Campeonato Brasileiro de 1995. Em uma ação de marketing, o atacante Túlio Maravilha, principal ídolo daquele time, passou a usar a camisa 7 ao invés da 9 e se tornou garoto propaganda da empresa. Segundo dados do Instituto Nielsen, em oito meses a marca conquistou 35,4% do segmento limão do mercado nacional de refrigerantes. De acordo com José Talarico, diretor de Assuntos Corporativos da Pepsi-Cola do Brasil à época, o Botafogo foi um dos principais responsáveis por alavancar as vendas de Seven Up no país.
Dentre os fornecedores de material esportivo, a marca que permaneceu durante mais tempo foi a italiana Kappa, entre os anos de 2004 e 2009 e depois de volta a partir de 2019. A marca alemã Puma forneceu o material para o futebol do clube de 2012 a 2016, quando foi substituída pela Topper. Atualmente, sete empresas estampam suas marcas no uniforme de jogo: a TIM, a Baterax, a STX, a Casa de Apostas, a Visit Now, a Eletromil e a Labormed.
| Ano  | Material esportivo | Patrocinador master               | Outros patrocinadores                                                           |
| ---- | ------------------ | --------------------------------- | ------------------------------------------------------------------------------- |
| 1986 | Adidas             | Atlantic 3B-Rio                   | —                                                                               |
| 1987 | Adidas             | Coca-Cola                         | —                                                                               |
| 1988 | Adidas             | Coca-Cola                         | —                                                                               |
| 1989 | Umbro Finta        | Coca-Cola                         | —                                                                               |
| 1990 | Penalty            | Coca-Cola                         | —                                                                               |
| 1991 | Umbro              | Coca-Cola                         | —                                                                               |
| 1992 | Umbro              | Coca-Cola                         | —                                                                               |
| 1993 | ProOnze            | Coca-Cola                         | —                                                                               |
| 1994 | Rhumell            | Coca-Cola                         | —                                                                               |
| 1995 | Finta              | Seven Up                          | —                                                                               |
| 1996 | Finta              | Seven Up                          | —                                                                               |
| 1997 | Penalty            | Hyundai                           | —                                                                               |
| 1998 | Penalty            | Banco Excel-Econômico             | —                                                                               |
| 1999 | Topper             | —                                 | —                                                                               |
| 2000 | Topper             | TAM                               | —                                                                               |
| 2001 | Topper             | Golden Cross                      | TAM                                                                             |
| 2002 | Finta              | Golden Cross                      | Varig                                                                           |
| 2003 | Finta              | —                                 | Bob’s                                                                           |
| 2004 | Kappa              | —                                 | Bob’s                                                                           |
| 2005 | Kappa              | Supergasbras                      | Ale                                                                             |
| 2006 | Kappa              | Supergasbras                      | Ale Café Capital UNISUAM                                                        |
| 2007 | Kappa              | Liquigás                          | —                                                                               |
| 2008 | Kappa              | Liquigás                          | —                                                                               |
| 2009 | Kappa Fila         | Liquigás                          | —                                                                               |
| 2010 | Fila               | Neo Química                       | Guaraviton Bozzano                                                              |
| 2011 | Fila               | Guaraviton João Fortes Engenharia | Guaraviton Havoline Herbalife                                                   |
| 2012 | Puma               | Guaraviton                        | Havoline Herbalife                                                              |
| 2013 | Puma               | Guaraviton                        | Guaravita Havoline Herbalife                                                    |
| 2014 | Puma               | Guaraviton                        | Telexfree Guaravita Carioquinha                                                 |
| 2015 | Puma               | —                                 | Guaramix Voxx Suplementos 99Taxis                                               |
| 2016 | Puma Topper        | Caixa                             | Voxx Suplementos Ramada Cercred Omni                                            |
| 2017 | Topper             | Caixa                             | Cercred Ordenext TIM Pega Carga                                                 |
| 2018 | Topper             | Caixa                             | Cercred TIM Pega Carga Neto's Baterax                                           |
| 2019 | Topper Kappa       | Caixa Azeite Royal                | Cercred TIM Fit Vigia de Preço Baterax Orthopride STX Casa de Apostas Visit Now |
| 2020 | Kappa              | Azeite Royal Gold Meat            | TIM Centrum Zinzane Baterax STX Casa de Apostas Visit Now Eletromil Labormed    |
| 2021 | Kappa              | Estrela Bet                       | TIM Centrum Harpia Cartão de Todos Eletromil                                    |
| 2022 | —                  | Blaze                             | Champion Watch TIM                                                              |
| 2023 | Reebok             | Parimatch                         | Champion Watch Amazon Prime Ecocidades Centrum Ingresse Lifefit                 |
| 2024 | Reebok             | Parimatch                         | Centrum Lifefit                                                                 |
| 2025 | Reebok             | Vbet                              | Centrum Lifefit                                                                 |